# Odete
Odete és una pel·lícula portuguesa del 2005 dirigida per João Pedro Rodrigues, el seu segon llargmetratge de ficció.Es caracteritza, com el seu primer treball, O Fantasma, per centrar-se en el tema de l'homosexualitat masculina i per un estil marcadament melodramàtic. Va ser produït per la productora independent portuguesa Rosa Filmes.

## Argument
Una nit, fora d'una discoteca de Lisboa, dos nois, Pedro i Rui, es fan un petó apassionat. Fa un any que estan sortint. Intercanvien anells i juren el seu amor. En Pedro surt al cotxe i en Rui entra a la discoteca on treballa. Minuts després, Pedro pateix un brutal accident de cotxe. Rui, desesperat, corre cap a ell. Pedro mor als seus braços.
Sol, en Rui se sent perdut, sense esperança ni ganes de viure. Però l'amor de Pedro i Rui és etern. L'Odete, patinadora, treballa en un hipermercat. Somnia de tenir un fill. Es troba amb Alberto, un vigilant de seguretat de l'hipermercat. Quan Odete insisteix a quedar-se embarassada, fuig. L'Alberto no vol compromís. Abandonada, Odete està sola, atrapada en un món d'il·lusions. El somni de tenir un fill es converteix en una obsessió.
En arribar a casa, l'Odete veu la mare d'en Pedro que marxa plorant pel despertar del seu fill. L'Odete amb prou feines coneixia en Pedro, un veí de dalt, però els seus destins es creuaran. Per un impuls estrany, es vesteix de negre i la segueix fins a la capella funerària. La tristesa de l'abandonament d'Alberto la fa plorar per la mort d'en Pedro. Odete trasllada el dolor de la desaparició d'Alberto al cos del mort i es deixa portar per la il·lusió.

## Repartiment
- Ana Cristina de Oliveira - Odete
- Nuno Gil - Rui
- João Carreira - Pedro
- Teresa Madruga - Teresa
- Carloto Cotta - Alberto

## Festivals i premis
- 58è Festival Internacional de Cinema de Canes, França (2005) – Mention Spécial Cinémas de Recherche[4]* Festival de Cinema de Bogotà, Colòmbia (2005) – Cercle de bronze precolombí
- Festival de Cinema de Belfort Entrevues, França (2005) - Millor actriu (Ana Cristina de Oliveira)
- Festival de Rio, Rio de Janeiro, Brasil (2005)
- Festival de Milà, Itàlia (2006) – Menció especial del jurat
- Festival Internacional de Cinema de Bratislava , Eslovàquia (2005) – Gran Premi
- Mostra Internacional de Cinema de São Paulo, Brasil
- Caminhos do Cinema Português, Coimbra, (2006) - Millor llargmetratge
- Festival de Lagos, Portugal (2006) - Millor actriu secundària (Teresa Madruga)
- Festival Internacional de Cinema de Seattle (2006) – Cinema del Món Contemporani
- Festival Internacional de Cinema de Bangkok, Tailàndia (2006)